# ناز شاه
نسيم شاه (بالإنجليزية: Naseem Shah)‏ (من مواليد 13 نوفمبر 1973) هي سياسية ضمن حزب العمال. تم انتخابها في الانتخابات العامة لعام 2015 كعضوة في البرلمان (MP) عن دائرة برادفورد ويست، حيث حصلت على المقعد من جورج غالوي من حزب الإحترام.
في أبريل 2016، تم إيقاف شاه من حزب العمال بعد مشاركتها لمنشور نورمان فنكلستين على موقع فايسبوك يقترح نقل إسرائيل إلى الولايات المتحدة لفض الصراع الفلسطيني الإسرائيلي وإرضاء اللوبي اليهودي في الولايات المتحدة.
تمت إعادتها في يوليو 2016.